# W kręgu podejrzeń
W kręgu podejrzeń (tytuł oryginalny: Gil Saint-André) – francuska seria komiksowa autorstwa Jeana-Charlesa Kraehna (scenarusz; rysunki do tomów 1–2, 9–11),  Sylvaina Vallée (rysunki do tomów 3– 8) i Chrysa Milliena (rysunki do tomów 12–13). Ukazuje się nakładem wydawnictwa Glénat od 1996 Po polsku publikowana przez wydawnictwa Motopol-Twój Komiks (tomy 1–4) i Timof i cisi wspólnicy (tom 5.).

## Fabuła
Seria opowiada historię Gilberta (Gila) Saint-André, przedsiębiorcy z Lyonu, którego życie rodzinne wali się, gdy w tajemniczych okolicznościach znika jego żona Sylvia. Gil podejmuje własne śledztwo i poszukiwania wobec oporu policji i zagadkowych przeciwności losu.

## Albumy
| Tom           | Tytuł i rok wydania polskiego | Tytuł i rok wydania oryginalnego |
| Cykl pierwszy | Cykl pierwszy                 | Cykl pierwszy                    |
| ------------- | ----------------------------- | -------------------------------- |
| 1             | Tajemnicze zniknięcie (2001)  | Une étrange disparition (1996)   |
| 2             | Skrywane oblicze (2001)       | La face cachée (1998)            |
| 3             | Uciekinier (2002)             | Fugitif (1999)                   |
| 4             | Łowca (2003)                  | Le chasseur (2000)               |
| 5             | Równoległe śledztwa (2008)    | Enquêtes parallèles (2001)       |
| Cykl drugi    |                               |                                  |
| 6             |                               | Sœurs de larmes (2003)           |
| 7             |                               | Prisonnières (2004)              |
| 8             |                               | Le Sacrifice (2006)              |
| Cykl trzeci   |                               |                                  |
| 9             |                               | L'héritage sanglant (2010)       |
| 10            |                               | Jeu des dupes (2012)             |
| 11            |                               | Ballade africaine (2013)         |
| Cykl czwarty  |                               |                                  |
| 12            |                               | Un passé encombrant (2018)       |
| 13            |                               | Vert l'enfer (2020)              |
| 14            |                               | Une sale affaire (2021)          |
| 15            |                               | L'assassin innocent (2023)       |
| 16            |                               | La Cage dorée (2025)             |